# 1911 v loďstvech
Tento článek obsahuje významné události v oblasti loďstev v roce 1911.

## Události
- 1. července – Německý dělový člun SMS Panther přistál u marockého přístavu Agadir jako demonstrace německých zájmů v této oblasti. Tato akce dostala název Skok Panthera do Agadiru.

## Lodě vstoupivší do služby
- leden –  Edgar Quinet – pancéřový křižník třídy Edgar Quinet

- leden –  HMS Neptune – bitevní loď

- 15. ledna –  SMS Radetzky – bitevní loď třídy Radetzky

- 20. února –  SMS Von der Tann – bitevní křižník, samostatná jednotka

- 28. února –  Andrej Pervozvannyj – bitevní loď třídy Andrej Pervozvannyj

- 10. června –  RMS Olympic – zaoceánský parník třídy Olympic

- 11. března –  Aki – semidreadnought třídy Sacuma

- 15. května –  SM U-1 – ponorka třídy U-1

- 1. června —  Danton — bitevní loď třídy Danton

- červenec –  HMS Colossus – bitevní loď třídy Colossus

- 25. července —  Condorcet — bitevní loď třídy Danton

- srpen –  Waldeck-Rousseau – pancéřový křižník třídy Edgar Quinet

- srpen –  HMS Hercules – bitevní loď třídy Colossus

- 1. srpna —  Diderot, Mirabeau a Voltaire — bitevní loď třídy Danton

- 22. září —  Vergniaud — bitevní loď třídy Danton

- 30. září –  SMS Moltke – bitevní křižník třídy Moltke

- 30. září –  Imperator Pavel I – bitevní loď třídy Andrej Pervozvannyj

- 22. listopadu –  SMS Zrínyi – bitevní loď třídy Radetzky